# Need for Speed (film)
Pour plus de détails, voir Fiche technique et Distribution.
Need for Speed est un film d'action américano-indien réalisé par Scott Waugh, sorti en 2014.
C'est l'adaptation cinématographique de la série de jeux vidéo Need for Speed éditée par Electronic Arts dès 1994.

## Synopsis
À la suite de la mort de son père, Tobey Marshall doit gérer son garage automobile avec l'aide de Pete, Finn et Benny, dans lequel il finira la construction de la Ford Shelby GT 500 pour Dino Brewster. Lors d'une course avec Pete et Dino, ce dernier tue Pete, mais niera avoir été présent lors du drame, ce qui entraînera l'emprisonnement de Tobey. Deux ans plus tard, Tobey sort de prison et est prêt à tout pour prouver la culpabilité de Dino et gagner la De Leon, une course de voitures illégale, en mémoire de Pete...

## Fiche technique
- Titre original et français : Need for Speed
- Réalisation : Scott Waugh
- Scénario : George Gatins, sur une idée de George Gatins et John Gatins, d'après les jeux vidéo Need for Speed
- Musique : Nathan Furst
- Direction artistique : Christopher R. DeMuri, Michael E. Goldman et Zack Grobler
- Décors : Jon Hutman
- Costumes : Ellen Mirojnick
- Photographie : Shane Hurlbut
- Son : Scott Millan, Greg P. Russell, Erik Aadahl, Jason Abell
- Montage : Scott Waugh et Paul Rubell
- Production : John Gatins, Patrick O'Brien et Mark Sourian
  - Production déléguée : Stuart M. Besser, Frank Gibeau, Max Leitman, Tim Moore, Patrick Söderlund et Scott Waugh
- Sociétés de production :
  - États-Unis : Bandito Brothers, Electronic Arts et Touchstone Pictures,  présenté par Dreamworks Pictures
  - Inde : présenté par Reliance Entertainment
- Sociétés de distribution : Walt Disney Studios Motion Pictures (États-Unis, Canada) ; Reliance Distribution (Inde) ; Metropolitan Filmexport (France) ; Starway Film Distribution (Belgique)
- Budget : 66 millions USD[1]
- Pays de production :  États-Unis,  Inde
- Langue originale : anglais
- Format : couleur (DeLuxe) — 35 mm — 2,35:1 — son SDDS / Datasat / Dolby Digital
- Genre : action, policier, drame, thriller
- Durée : 132 minutes
- Dates de sortie[2] :
  - États-Unis, Québec[3] : 14 mars 2014
  - Inde : 21 mars 2014
  - France, Belgique, Suisse romande : 16 avril 2014[4],[5],[6]
- Classification[7] :
  - États-Unis : accord parental recommandé, film déconseillé aux moins de 13 ans (PG-13 - Parents Strongly Cautioned)[N 1]
  - Inde : accord parental pour les moins de 14 ans (contenant des scènes ou des paroles équivoques) (U/A - Unrestricted Public Exhibition - With Parental Guidance)
  - France : tous publics[8]
  - Belgique : tous publics (Alle Leeftijden)[5]
  - Suisse romande : interdit aux moins de 12 ans[9]
  - Québec : tous publics (G - General Rating)[3]

## Distribution
- Aaron Paul (VF : Axel Kiener ; VQ : Philippe Martin) : Tobey Marshall
- Dominic Cooper (VF : Pierre Tessier ; VQ : Nicolas Charbonneaux-Collombet) : Dino Brewster
- Imogen Poots (VF : Karine Foviau ; VQ : Rachel Graton) : Julia Maddon
- Michael Keaton (VF : Bernard Lanneau ; VQ : Daniel Picard) : Monarch
- Scott Mescudi (VF : Diouc Koma ; VQ : Nicholas Savard L'Herbier) : Benny
- Ramon Rodriguez (VF : Emmanuel Garijo ; VQ : Pierre-Yves Cardinal) : Joe Peck
- Rami Malek (VF : Alexis Tomassian ; VQ : Maël Davan-Soulas) : Finn
- Harrison Gilbertson (VF : Donald Reignoux ; VQ : Gabriel Lessard) : Pete Coleman
- Dakota Johnson (VF : Barbara Beretta ; VQ : Claudia-Laurie Corbeil) : Anita Coleman
- Nick Chinlund (VF : Gilles Marino ; VQ : Benoît Rousseau) : l'officier Lejeune
- Michael Rose (VF : Jérôme Keen) : l'investisseur
- Stevie Ray Dallimore : Bill Ingram
- Jalil Jay Lynch : Jimmy MacIntosh

Sources et légende : Version française (VF) sur AlloDoublage et Version québécoise (VQ) sur Doublage.qc.ca

## Production

### Développement
En juillet 2012, DreamWorks confirma un film basé sur la série de jeux vidéo Need for Speed par Electronic Arts, d'abord avec une date de sortie du 7 février 2014 et plus tard au 14 mars 2014.

### Attribution des rôles
Taylor Kitsch est à l'origine évoqué pour le rôle principal, c'est finalement Aaron Paul qui est choisi. En janvier 2013, les acteurs Dominic Cooper, Kid Cudi, Ramón Rodríguez, Rami Malek et Harrison Gilbertson sont intégrés au casting. Michael Keaton l'intègre en février 2013.

### Tournage
Le tournage débute au printemps 2013 dans les États de la Géorgie (Columbus, Rome, Macon, Atlanta, Blue Ridge) et l'Alabama (Phenix City). L'équipe se rend ensuite à Détroit dans le Michigan en juin 2013. Certaines scènes ont également été tournées à San Francisco et Mendocino en Californie, au Bonneville Salt Flats et à Moab dans l'Utah, et à Manhattan à New York. La plupart des cascades du film ont été réalisées sans trucages numériques et en décors réels. Pour permettre aux acteurs d’être filmés au volant, l'équipe a eu recours à des podscars, des répliques de voitures pilotées par un cascadeur installé à l'extérieur de l'habitacle, dans une cabine située sur le toit.

### Bande originale
Albums de Nathan Furst
Act of Valor
(2012)
La bande originale du film, composée par Nathan Furst, est sortie le 14 mars 2014.
Interscope Records publia un EP séparément le 8 avril 2014, comportant quatre chansons : Fortunate Son et Back in the Saddle d'Aloe Blacc, All Along the Watchtower par Jamie N Commons, et Hero par Kid Cudi et Skylar Grey. La chanson de Linkin Park, Roads Untraveled, de leur album Living Things (2012), a également été mise en vedette dans le film.
| 1.              | Marshall Motors     | 2:29 |
| 2.              | Lighthouse          | 1:25 |
| 3.              | Mt Kisco            | 4:47 |
| 4.              | Mustang Offer       | 1:44 |
| 5.              | Identical Ageras    | 2:02 |
| 6.              | Koenigsegg Race     | 2:05 |
| 7.              | Pete’s Death        | 3:59 |
| 8.              | Right Seater        | 2:08 |
| 9.              | You Always Go Back  | 3:42 |
| 10.             | Motor City Mayhem   | 2:09 |
| 11.             | Grasshopper         | 1:42 |
| 12.             | Hot Fuel            | 5:13 |
| 13.             | Crazy Little Tart   | 5:17 |
| 14.             | Switching Seats     | 1:54 |
| 15.             | Utah Escape         | 3:54 |
| 16.             | California Crossing | 3:40 |
| 17.             | Broken              | 6:26 |
| 18.             | De Leon Begins      | 7:01 |
| 19.             | Lethal Force        | 4:25 |
| 20.             | In the Lead         | 4:32 |
| 1 h 10 min 34 s |                     |      |

## Accueil

### Promotion
Le 25 septembre 2013, la première bande-annonce est publiée dans iTunes.

### Accueil critique
Need for Speed a reçu des critiques généralement négatives. Le site d'agrégation de critiques Rotten Tomatoes rapporte que 22 % des critiques ont donné au film une critique positive sur la base de 156 avis, avec un score moyen de 4,3/10 ; le consensus conclut : « Avec des personnages grossiers et une intrigue absurde, cette adaptation du jeu vidéo est un divertissement bruyant, qui satisfait un besoin de vitesse [en anglais : Need for Speed] et guère plus. » Sur Metacritic, il obtient un score de 39/100 sur la base de 38 critiques collectées, indiquant des critiques généralement défavorables.
Michael Phillips du Chicago Tribune a noté le film 2,5 sur 4 étoiles, remarquant : « Paul a du talent, mais l’idée qu’il se fait d'une intensité frémissante, dans le cadre de Need for Speed, lui donne plutôt l’air “tueur en série en devenir”. Cooper, en revanche, semble prendre un certain plaisir à jouer une brute lâche et sexy. ». Philips ajoute : « Les sensations fortes rappellent sporadiquement le plaisir délirant de la franchise Fast and Furious ».
Anthony Oliver Scott du The New York Times, également sceptique, qualifie les séquences de poursuite d’« amusantes », et décrit l'ensemble du film comme « une série B énergique et sans prétention ».
En France, le film reçoit également des critiques globalement moyennes, notamment sur le site Allociné, avec une note de 2,7 sur 5 par la presse et de 3,5 étoiles sur 5 par les spectateurs.

### Box-office
En Amérique du Nord, le film fait 6 662 415 $ lors de son premier jour d'exploitation. Cependant, le film termine en troisième position avec 17 830 000 $ lors de son premier week-end d'exploitation, derrière 300 : La Naissance d'un empire et M. Peabody et Sherman : Les Voyages dans le temps. Hors Amérique du Nord, le film a débuté en première place avec 45 600 000 $ pour le même week-end de sa sortie en Amérique du Nord, il est resté à la première place pour un deuxième week-end.
| Pays                     | Box-office                    |
| ------------------------ | ----------------------------- |
| Box-office Monde         | 203 277 636 $                 |
| Box-office International | 159 700 000 $                 |
| Box-office États-Unis    | 43 577 636 $                  |
| Box-office France        | 464 606 entrées (3 791 670 $) |

## Distinctions

### Récompense
- Taurus World Stunt Awards 2015 : Taurus Award de la meilleure cascade avec un véhicule pour Brent Fletcher, Troy Gilbert, Logan Holladay, John Meier et Mike Smith

### Nominations
- California on Location Awards 2013 : meilleure équipe régisseur de l'année dans un long métrage indépendant pour Michael J. Burmeister, Mandi Dillin, Justin W. Hill, Patrick Mignano et Kyle Oliver

- Guild of Music Supervisors Awards 2014 : meilleure supervision musicale pour la bande-annonce pour Michael Sherwood
- Phoenix Film Critics Society Awards 2014 : meilleures cascades

- MTV Movie + TV Awards 2015 : meilleure scène d'action (séquence de la poursuite de police)
- Taurus World Stunt Awards 2015 : meilleure cascade spécialisée pour Craig Hosking et Henry Kingi Jr.

## Éditions en vidéo
- En France, le film Need for Speed est sorti en DVD, en Blu-ray et dans une version combo Blu-ray 3D + Blu-ray + DVD édition boîtier steelBook le 27 août 2014[36],[37],[38]. Le film est également sorti en VOD le 31 août 2023[4].

- Au Québec, le film est sorti en DVD / Blu-ray le 5 août 2014[39].

## Véhicules utilisés
| Voiture                            | Année | Couleur         | Conduite par                    |
| Ford Shelby GT 500                 | 2014  | Argent et bleue | Tobey Marshall et Julia Maddon  |
| Koenigsegg Agera R                 | 2011  | Rouge           | Tobey Marshall et Dino Brewster |
| Koenigsegg Agera R                 | 2011  | Grise           | Tobey Marshall                  |
| Koenigsegg Agera R                 | 2011  | Blanche         | Pete Coleman                    |
| Lamborghini Sesto Elemento         | 2011  | Noire           | Dino Brewster                   |
| Bugatti Veyron Grand Sport Vitesse | 2011  | Noire et orange | English Paul                    |
| McLaren P1                         | 2013  | Orange          | Texas Mike                      |
| Saleen S7                          | 2000  | Grise           | The Gooch                       |
| GTA Spano                          | 2009  | Jaune           | Johnny V                        |
| Ford Torino                        | 1969  | Bleue           | Tobey Marshall                  |
| Chevrolet Camaro                   | 1968  | Verte           | Pete Coleman                    |
| Pontiac GTO                        | 1966  | Ocre            | Jimmy MacIntosh                 |
| Porsche 944                        | 1987  | Jaune           | Jeny B                          |
| Ford F-Series Super Duty           | 2011  | Noir            | Joe Peck                        |
| Mercedes-Benz SLR McLaren          | 2003  | Blanche         | Dino Brewster                   |
| Chevrolet Silverado Trophy Truck   | 2003  | Noir            | Un chasseur de primes           |
| Ford Bronco Big Oly                | 1971  | Jaune et blanc  | Un chasseur de primes           |
| Hummer H2 SUT                      | 2003  | Blanc           | Un chasseur de primes           |
| Ford Mustang                       | 2015  | Rouge           | Julia Maddon et Tobey Marshall  |